# O녀
"O녀"(O女)는 한국에서 제작된 변장호 감독의 1979년 영화이다. 남궁원 등이 주연으로 출연하였고 박인재 등이 제작에 참여하였다.

## 출연

### 주연
- 남궁원
- 고은아
- 유지인
- 유장현

## 기타
- 조명: 최의정
- 녹음: 이재웅
- 미술: 이봉선